# کیرا کازنتسیف
کیرا کازنتسیف (به انگلیسی: Kira Kazantsev) (زاده ۲۰ ژوئیه ۱۹۹۱) مدل و ملکه زیبایی اهل آمریکا است.
او در سال ۲۰۱۴ به نمایندگی از نیویورک برنده دوشیزه آمریکا شد.